# Sven Kohlmeier
Sven Kohlmeier (* 26. August 1976 in Bad Saarow-Pieskow) ist ein deutscher Politiker (SPD). Er war von 2006 bis 2021 Mitglied des Abgeordnetenhauses von Berlin.

## Leben
Nach seinem Abitur im Jahr 1996 studierte Kohlmeier von 1997 bis 2003 Rechtswissenschaften an der Humboldt-Universität zu Berlin. 2003 bis 2005 absolvierte er sein Referendariat am Landgericht Cottbus und erlangte das Zweite juristische Staatsexamen. Seit 2005 arbeitet Kohlmeier als selbstständiger Rechtsanwalt. Seit Sommer 2022 lebt und arbeitet er in Zürich.

## Politik
In den Jahren 1995 bis 1997 war Sven Kohlmeier Mitbegründer und stellvertretender Vorsitzender im Jugendparlament Hellersdorf. 1999 wurde er in die Bezirksverordnetenversammlung von Berlin-Hellersdorf gewählt, der er bis zu den Berliner Neuwahlen 2001 angehörte. Die SPD Marzahn-Hellersdorf stellte Kohlmeier erneut für die Bezirksverordnetenversammlung auf (Listenplatz 2), so dass er von 2001 bis 2006 Mitglied der Bezirksverordnetenversammlung des neu zusammengelegten Bezirks Marzahn-Hellersdorf war. Dort war Kohlmeier in der Jugend- und Haushaltspolitik tätig und fungierte als Fraktionsgeschäftsführer der SPD-Fraktion.
Im Jahr 2006 wurde Kohlmeier über die Bezirksliste der SPD Marzahn-Hellersdorf in das Abgeordnetenhaus von Berlin gewählt.
In der folgenden Wahl der Mitglieder des Abgeordnetenhauses im Jahr 2011 errang er mit 33,4 % der abgegebenen Stimmen das Direktmandat für den Wahlkreis 6 (Kaulsdorf-Nord/Hellersdorf-Süd) im Bezirk Marzahn-Hellersdorf. Bei den folgenden Koalitionsverhandlungen zwischen CDU und SPD arbeitete er im Bereich Inneres und Recht mit.
Im Jahr 2016 wurde er über die Bezirksliste zum dritten Mal ins Abgeordnetenhaus von Berlin gewählt. Er ist Vorsitzender des Arbeitskreises 1 Inneres/Recht/Sport der SPD-Fraktion im Abgeordnetenhaus. Kohlmeier ist Sprecher für Rechtspolitik, Netzpolitik und Datenschutz seiner Fraktion. Er war Mitglied in folgenden Ausschüssen:
- Ausschuss für Verfassungs- und Rechtsangelegenheiten, Geschäftsordnung, Verbraucherschutz, Antidiskriminierung[5]
- Inneres, Sicherheit und Ordnung, Digitale Verwaltung, Datenschutz, Informationsfreiheit und zur Umsetzung von Art. 13 Abs. 6 GG sowie § 25 Abs. 10 ASOG[6]
- Mitglied im Ausschuss für Kommunikationstechnologie und Datenschutz[7]

Im Jahr 2016 hat er bei den Rot-Rot-Grünen Koalitionsverhandlungen in der Arbeitsgruppe für den Bereich Inneres/Recht sowie als Leiter der Arbeitsgruppe Recht/Verbraucherschutz mitgearbeitet. Für ihn war die Arbeitsgruppe Inneres/Recht eine der Schlüsselarbeitsgruppen. Es ginge ihm darum, ein sicheres und friedliches Zusammenleben in Berlin zu gewährleisten, wie Kriminalität in der wachsenden Stadt verhindern und Straftäter schnell verurteilt werden. Auch die Digitalisierung der Berliner Justiz war ein Kernthema der Verhandlungen. Die Gerichtsverfahren in Berlin dauern zu lange. Selbst bei einfachen Verfahren an den Amtsgerichten müssen die Parteien teilweise mehrere Monate, in Extremfällen sogar Jahre auf einen Termin und damit eine erste Verhandlung warten. Ein langer Zeitraum von Rechtsunsicherheit, in der eine Streitigkeit nicht aus der Welt geschafft wird.
In der Affäre um den Staatssekretär Andrej Holm im Jahr 2017 forderte Kohlmeier als erster prominenter Sozialdemokrat den Rücktritt des Staatssekretärs. Er begründete dies mit seiner DDR-Biografie und dem intransparenten Umgang Holms mit seiner hauptamtlichen Stasi-Tätigkeit am Ende der DDR. Der taz-Journalist Erik Peter bezeichnete diese Forderung angesichts des Umstandes, dass Kohlmeiers Kanzlei sich auf ihrer Website als „Partner für Immobilieninvestment in Berlin“ anbiete als „kein Zufall“. Auch Frank Rieger, einer der Sprecher des Chaos Computer Clubs (CCC), wies auf die Verflechtungen der Berliner SPD in der Affäre Holm hin. Diesen Zusammenhang hat der Sprecher der SPD-Abgeordnetenhausfraktion als falsch zurückgewiesen.
Kohlmeier setzte sich in der 18. Wahlperiode für die Digitalisierung der Berliner Justiz und die Einführung der e-Akte in der Berliner Verwaltung ein. Er erreichte, dass das Tierheim Berlin erstmals eine Landesförderung erhielt und Rentner und Hilfeempfänger keine Hundesteuer in Berlin zahlen. Er kritisierte die Berliner Verkehrspolitik und galt als „Fürsprecher für die Berliner Außenbezirke“. Kohlmeier klagte mit der Gesellschaft für Freiheitsrechte gegen die Ausgangsbeschränkungen der Bundesnotbremse vor dem Bundesverfassungsgericht.
Sven Kohlmeier kandidierte nach drei Legislaturperioden nicht erneut für das Berliner Abgeordnetenhaus. Er begründete dies damit, dass er kein Berufsparlamentarier sein wollte und nicht an Posten kleben wollte. In seiner Abschiedsrede im Abgeordnetenhaus blickt er zurück auf von ihm begleiteten Koalitionen SPD-Linke Senat Wowereit III; SPD-CDU Senat Wowereit IV und Rot-Rot-Grün. Er mahnte an, die Außenbezirke nicht aus dem Blick zu verlieren und die Kiez-Idylle der City nicht vor der Funktionsfähigkeit der gesamten Stadt zu stellen.

## Partei
Sven Kohlmeier trat im Jahr 1994 in Hellersdorf in die SPD ein. 1996 gründete er mit anderen Jusos den Juso-Kreisverband Marzahn-Hellersdorf und übte bis 2000 ein Amt als Juso-Sprecher aus. Nachdem er in den Jahren 2000 bis 2004 stellvertretender Kreisvorsitzender der SPD Marzahn-Hellersdorf war, wurde er im Jahr 2004 zum damals jüngsten Kreisvorsitzenden der Berliner SPD gewählt. In diesem Amt wurde er zwei Mal bestätigt, bevor Kohlmeier es Anfang 2009 aus privaten Gründen abgab. Im Anschluss war er bis zu seinem Ausscheiden als Abgeordneter Mitglied des Kreisvorstandes Marzahn-Hellersdorf.

## Mitgliedschaften
- Mitglied der Arbeiterwohlfahrt
- Mitglied Beirat ORWOhaus e. V. (ehrenamtlich)
- Mitglied der Rechtsanwaltskammer Berlin[21]
- Mitglied International Municipal Lawyers Association[22]